# Fréquence Grenouille
Fréquence Grenouille est une opération nationale organisée par le réseau des Conservatoires d'espaces naturels et l'association Réserves Naturelles de France. Elle est relayée par divers partenaires dont les Agences de l'eau et le MEDDE.
L'objectif : sensibiliser les publics sur la nécessité de protéger les milieux humides qui ont subi et subissent encore de nombreuses atteintes et destructions. En France, les deux tiers des zones humides ont disparu depuis le début du XXe siècle et elles disparaissent au rythme d'environ 10 000 hectares par an. Outre leurs fonctions de régulation et de filtrage, ces milieux abritent en particulier des amphibiens (d'où le nom de l'opération) parmi lesquels la Salamandre tachetée, le Triton palmé, les Crapaud commun ou accoucheur, les Rainette ou Grenouilles vertes…
L’opération, créée en 1995, est programmée chaque année du 1er mars au 31 mai, et est relayée partout en France métropolitaine et Outre-mer par les Conservatoires d’espaces naturels et les Réserves naturelles.
Pendant cette période, plus de 500 animations sont proposées au public : sauvetages de batraciens, aménagements de crapauducs, conférences, expositions, ateliers pédagogiques…
L'opération fête en 2016 sa vingt-deuxième édition.